# Famille von Barfus
La famille von Barfus est une famille noble allemande de l'Altmark, qui existe encore aujourd'hui.

## Origine
La famille von Barfus apparaît pour la première fois dans un document avec Henricus Barfot en 1251 dans l'Altmark. Une lignée commence avec le chevalier Hildebrand Barut, qui est intendant de Lebus en 1252. Dans la marche de Brandebourg, le village de Malchow sur le Barnim est la propriété des Barfus d'avant 1375 à 1684, tout comme le village de Batzlow d'avant 1412 à 1872.
Ils sont également établis en Poméranie et en Silésie, mais la lignée poméranienne, qui possède de manière héréditaire le poste de président de l'échevinage de Stettin, s'éteint dès le milieu du XVIe siècle. Toutefois, Eginhard von Barfus est né en Poméranie en 1825 au manoir de Tetzleben près de Treptow an der Tollense. La lignée silésienne s'éteint en 1718.
La famille est élevée au rang de comte impérial avec Hans Albrecht von Barfus (de) à Vienne en 1699, ce qui est confirmé dans l'électorat de Brandebourg la même année. Après avoir représenté l'armée lors du couronnement royal de Frédéric III de Brandebourg (de) en 1701 et avoir été le premier chevalier à recevoir l'ordre de l'Aigle noir, créé ce jour-là, le comte Hans Albrecht devient peu après gouverneur de Berlin. Cependant, lorsqu'il tente de renverser le puissant ministre Kolbe von Wartenberg en 1702, il tombe en disgrâce auprès du roi et est remplacé par Alexander Hermann von Wartensleben. Barfus se retire ensuite à Kossenblatt (de), où il meurt en 1704.

## Blason

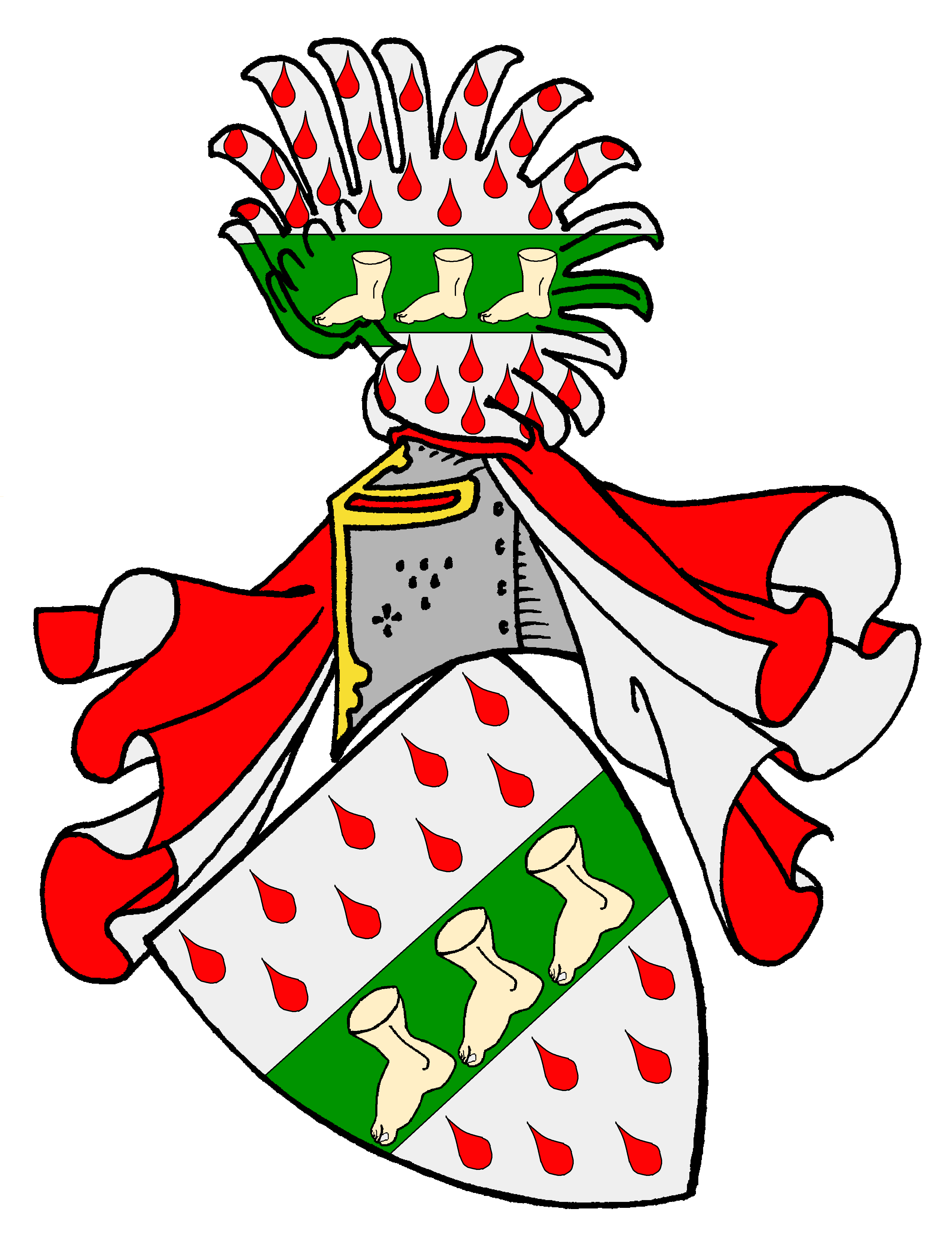
Les armoiries de la famille von Barfus

- Le blason parlant montre une fasce verte couverte de trois pieds nus dans un bouclier d'argent parsemé de gouttes de sang. Sur le casque avec des lambrequins de gueules et argentées, un vol couvert comme le bouclier.
- Chez Siebmacher, le bouclier est affiché par erreur en rouge - voir illustration ; à Danmarks Adels Aarbog à partir de 1885, la barre est également représentée en bleu, tout comme la moitié du lambrequin.
- Les armoiries des comtes de Barfus sont représentées en 1776 dans "Le livre complet des armoiries" par Johann Friedrich Seyfart, avec trois vases rouges à deux anses en forme d'éventail comme cimier, chacun contenant trois naturel des lys d'argent sur leurs tiges. C'est ainsi qu'elle est représentée du vivant du premier comte, Hans Albrecht von Barfus (de).
- S'écartant de cela, la façade de sa propriété, le château de Kossenblatt, montre un bouclier à quatre roues avec les armoiries de la famille dans l'écusson en cœur, une croix de Malte (croix de l'ordre de l'aigle noir) dans les premier et quatrième champs, et une roue (de) à six rayons dans les deuxième et troisième champs. Trois fleurs de lys disposées en éventail sur le casque.

Représentations historiques des armoiries
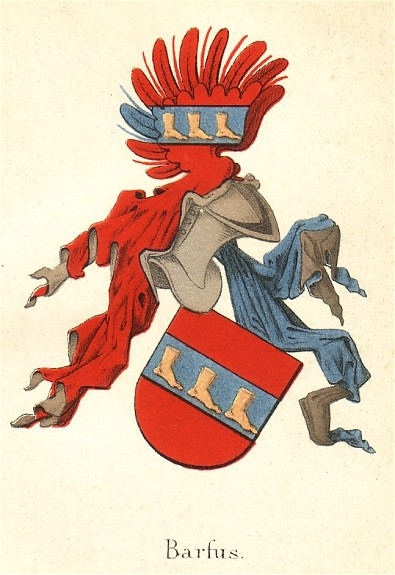
Les armoiries de la famille von Barfus au Danemark Adels Aarbog, 1885
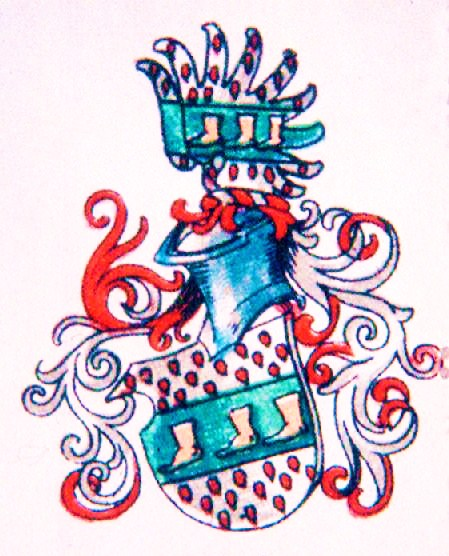
Les armoiries des von Barfus avec casque de piqûre (de)
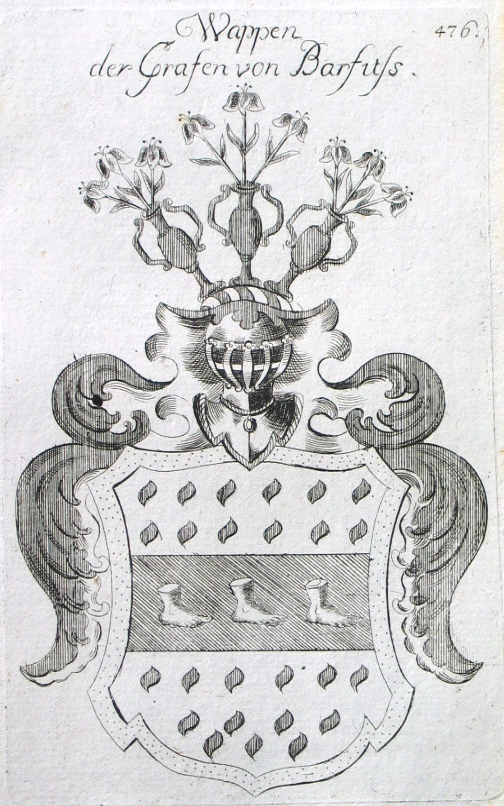
Les armoiries des comtes de Barfus(s) dans Der Durchlauchtigen Welt vollständiges Wappenbuch, 1776
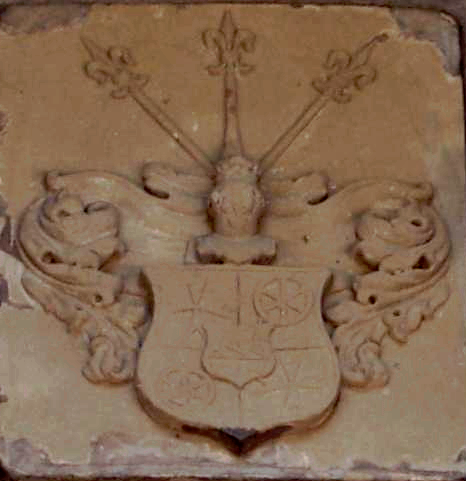
Armoiries des comtes de Barfus au château de Kossenblatt (de) (variante avec les armoiries de la famille en guise d'écusson en cœur)

## Membres notables de la famille
- Melchior von Barfus (de) (vers 1475-1544), commandeur de l'Ordre de Saint-Jean et bailli du Neumark
- Hans Albrecht von Barfus (de) (1635-1704), maréchal de Brandebourg-Prusse
- Hennow Ludwig von Barfus (de) (1720–1782), maire et administrateur de l'arrondissement urbain de Stargard-en-Poméranie
- Franz Wilhelm von Barfus-Falkenburg (de) (1788–1863), général de division prussien
- Eginhard von Barfus (1825-1909), auteur de romans d'aventures
- Kuno von Barfus (1858-1923), lieutenant général prussien

## Divers
Franz Heinrich von Barfuss (1740-1796), fils de Paul Konrad von Barfuss (1684-1748), rejoint l'armée prussienne en 1759. Le 5 février 1760 il est promu au grade d'enseigne, le 17 septembre 1762 sous-lieutenant, le 30 juillet 1770 premier lieutenant, le 3 septembre 1780 capitaine d'état-major, le 21 août 1783 commandant de compagnie et enfin le 1er avril 1789 major. Tout au long de sa carrière, il est dans le 1er régiment d'infanterie, avec laquelle il participe à la fin de la guerre de Silésie (1760/62), de la guerre de Succession de Bavière (1778/1779) et de la guerre de Pologne (1792/94). Son premier mariage est en 1781 avec Louise Sophie von Krosigk (de) (morte en 1784) et son second mariage en 1784 avec Leopoldine Wilhelmine Ernestine Charlotte von Young (1769-1816).  C'est de cette dernière qu'est issu son fils, le major général prussien Franz Wilhelm von Barfus-Falkenburg (de),  qui a deux sœurs. Le lieu de sépulture de Barfuss dans le cimetière de garnison de Berlin est le plus ancien lieu de sépulture qui existe encore dans le cimetière et peut être vérifié avec précision. Sa tombe est un bloc de grès sur lequel repose une urne et est érigée après 1796.